# Protapioceridae
Protapioceridae zijn een uitgestorven familie van tweevleugeligen met drie beschreven soorten. De wetenschappelijke naam van de familie is voor het eerst geldig gepubliceerd in 1998 door Ren.

## Soorten
De volgende soorten zijn bij de familie ingedeeld:
- Geslacht Protapiocera Ren, 1998
  - Protapiocera megista Ren, 1998
  - Protapiocera ischyra Ren, 1998
  - Protapiocera convergens Zhang, Yang & Ren, 2007